# Josh Knight
Joshua Michael Knight (* 7. September 1997 in Leicester) ist ein englischer Fußballspieler, der als Innenverteidiger für Hannover 96 spielt.
Knight wurde als Sohn von Sue und Mick geboren und besuchte die Robert Smyth Academy in Market Harborough.

## Karriere
Knight begann seine Fußballkarriere bei Fleckney Athletic und wechselte im Alter von acht Jahren zur Leicester City Academy. Knight erhielt mit 16 Jahren sein Stipendium, spielte zahlreiche Male für die U18 und unterschrieb mit 18 Jahren seinen ersten Profivertrag beim Verein.
Knight gab sein Debüt für Leicester City am 22. August 2017 bei einem Sieg im Football League Cup auswärts bei Sheffield United. Am 11. Januar 2019 wurde Knight zum Premier-League-2-Spieler des Monats Dezember gekürt.
Am 31. Januar 2019 unterzeichnete Knight einen neuen Vertrag mit Leicester und wechselte für den Rest der Saison auf Leihbasis zu Peterborough United. Am 16. Februar 2019 gab er für den Verein gegen Oxford United sein Debüt, wurde jedoch in der 22. Minute verletzt ausgewechselt. Am 2. August 2019 unterschrieb der Spieler erneut einen Leihvertrag für Peterborough für die Saison 2019–20. Er erzielte sein erstes Tor für die Profis beim 3:0-Sieg gegen Sunderland am 31. August 2019.
Knight unterzeichnete am 5. Oktober 2020 eine kurzfristige Leihe beim Championship-Club Wycombe Wanderers. Am 7. Januar 2021 wurde diese Leihe bis zum Ende der Saison 2020–21 verlängert. Sein erstes Tor für Wycombe erzielte er am 9. Januar 2021 bei einem FA-Cup-Spiel gegen Preston North End. Knight gewann am Ende der Saison sowohl die Auszeichnung Spieler des Jahres der Fans als auch der Spieler.
Am 2. Juli 2021 unterschrieb Knight einen unbefristeten Vertrag bei Peterborough, nachdem er zuvor zwei Mal auf Leihbasis für den Verein gespielt hatte. Am 7. April 2024 war Knight Teil des Kaders von Peterborough United, der Wycombe Wanderers im Finale des EFL Trophy 2024 besiegte.
Nach Abschluss der Saison 2023/24 wurde ihm von Peterborough ein neuer Vertrag angeboten. Im Mai 2024 wurde berichtet, dass Knight von einem ausländischen Verein lukrative Konditionen angeboten worden seien, zunächst wurde Werder Bremen als mögliches Transferobjekt genannt.
Am 11. Juni 2024 unterschrieb er beim Zweitligisten Hannover 96 einen Zweijahresvertrag mit Option auf weitere zwölf Monate.